# Concili d'Arle del 314
El concili d'Arle del 314 fou una reunió de bisbes de l'Imperi Romà d'Occident convocada per Constantí el Gran per condemnar als donatistes que havien apel·lat la decisió del concili de Roma (Laterà) del 313. Entre els assistents alguns bisbes occitans com Mamertí de Tolosa, i l'ardiaca Genialis en representació del Gavaldà. És el primer document en què la Norbonesa i la Vienesa apareixen com a províncies separades encara que la divisió ja tenia bastants anys. Agustí d'Hipona l'esmenta com a concili ecumènic. La decisió final fou l'excomunió dels donatistes i l'aprovació de 22 cànons sobre la Pasqua, contra la no residència del clergat, con la participació en combats de gladiadors, contra el segon bateig dels herètics penedits i altres matèries; es va establir que per ordenar un bisbe calia almenys la presència de tres bisbes.